# Marcel Hillaire
Marcel Hillaire, pseudonimo di Erwin Ottmar Hiller (Colonia, 23 aprile 1908 – Los Angeles, 1º gennaio 1988), è stato un attore tedesco.

## Biografia
Di religione ebraica, debuttò sul palcoscenico in Germania, suo paese natale, adottando il primo nome d'arte di Harry Furster e spostandosi continuamente con compagnie teatrali itineranti, per scongiurare i rischi delle persecuzioni naziste. Riuscì per molto tempo a nascondere le proprie ascendenze ebraiche, lavorando anche come impiegato nell'Organizzazione Todt, il corpo di ingegneria civile e militare della Germania nazista, ma fu scoperto nei primi mesi del 1945 e condannato a morte, ma scampò all'esecuzione quando nell'aprile 1945 l'esercito russo liberò Berlino. Nel secondo dopoguerra emigrò negli Stati Uniti e, pensando di avere maggiori prospettive di affermarsi nel mondo dello spettacolo, cambiò definitivamente il proprio pseudonimo in Marcel Hillaire, proponendosi come personaggio tipicamente francese nei modi affettati e nell'eloquio. 
Nel suo primo film americano, Sabrina (1954) di Billy Wilder, interpretò l'insegnante parigino di cucina di Audrey Hepburn, inaugurando una galleria di personaggi che lo avrebbero visto spesso nei panni del contegnoso francese, anche in chiave ironica. Tra gli altri film in cui apparve negli Stati Uniti, da ricordare I sette ladri (1960) di Henry Hathaway, con Edward G. Robinson e Rod Steiger, I quattro cavalieri dell'Apocalisse (1962) di Vincente Minnelli, con Glenn Ford e Ingrid Thulin, fino al suo ultimo film, Prendi i soldi e scappa (1969), diretto e interpretato da Woody Allen.
Apparve anche alla televisione in numerose popolari serie come Avventure in paradiso (1960-1962), con il ruolo ricorrente dell'ispettore Bouchard, Gli inafferrabili (1964-1965), Organizzazione U.N.C.L.E. (1965), Uno sceriffo a New York (1970-1972) e Missione Impossibile (1970).
Recitò a Broadway in due occasioni, la prima nel 1955 in un adattamento della pièce The Heavenly Twins di Albert Husson, e la seconda nel musical Silk Stockings (1955-1956), con Don Ameche e Hildegard Knef, su musica di Cole Porter.

## Filmografia parziale

### Cinema
- Sabrina, regia di Billy Wilder (1954)
- Attenti alle vedove (It Happened to Jane), regia di Richard Quine (1959)
- I sette ladri (Seven Thieves), regia di Henry Hathaway (1960)
- Pugni, pupe e pepite (North to Alaska), regia di Henry Hathaway (1960)
- Per favore non toccate le palline (The Honeymoon Machine), regia di Richard Thorpe (1961)
- I quattro cavalieri dell'Apocalisse (Four Horsemen of the Apocalypse), regia di Vincente Minnelli (1962)
- Okay Parigi! (Bon Voyage!), regia di James Neilson (1962)
- Prendila è mia (Take Her, She's Mine), regia di Henry Koster (1963)
- Letti separati (The Wheeler Dealers), regia di Arthur Hiller (1963)
- Monsieur Cognac (Wild and Wonderful), regia di Michael Anderson (1964)
- La signora e i suoi mariti (What a Way to Go!), regia di J. Lee Thompson (1964)
- Marinai, topless e guai (McHale's Navy), regia di Edward Montagne (1964)
- L'arte di amare (The Art of Love), regia di Norman Jewison (1965)
- Una ragazza da sedurre (A Very Special Favor), regia di Michael Gordon (1965)
- La ragazza made in Paris (Made in Paris), regia di Boris Sagal (1966)
- Matt Helm... non perdona! (Murderers' Row), regia di Henry Levin (1966)
- Scimmie, tornatevene a casa (Monkeys, Go Home!), regia di Andrew V. McLaglen (1967)
- Prendi i soldi e scappa (Take the Money and Run), regia di Woody Allen (1969)

### Televisione
- Peter Gunn – serie TV, episodi 2x28-3x26 (1960-1961)
- Avventure in paradiso (Adventures in Paradise) – serie TV, 17 episodi (1960-1962)
- Thriller – serie TV, episodio 2x02 (1961)
- The Dick Powell Show – serie TV, episodi 1x12-2x06-2x09 (1961-1962)
- Indirizzo permanente (77 Sunset Strip) – serie TV, 2 episodi (1962-1963)
- G.E. True – serie TV, episodio 1x26 (1963)
- The Travels of Jaimie McPheeters – serie TV, episodio 1x01 (1963)
- Gli inafferrabili (The Rogues) – serie TV, 3 episodi (1964-1965)
- Organizzazione U.N.C.L.E. (The Man from U.N.C.L.E.) – serie TV, episodi 1x22-2x11 (1965)
- Le spie (I Spy) – serie TV, episodio 1x04 (1965)
- Kronos - Sfida al passato (The Time Tunnel) – serie TV, episodio 1x09 (1966)
- Agenzia U.N.C.L.E. (The Girl from U.N.C.L.E.) – serie TV, episodi 1x01-1x24 (1966-1967)
- I giorni di Bryan (Run for Your Life) – serie TV, episodio 3x16 (1968)
- Missione impossibile (Mission: Impossible) – serie TV, 2 episodi (1970)
- Get Smart – serie TV, 2 episodi (1970)
- Uno sceriffo a New York (McCloud) – serie TV, 2 episodi (1970-1972)

## Doppiatori italiani
- Renato Turi in Per favore non toccate le palline
- Vittorio Di Prima in Prendi i soldi e scappa
- Riccardo Mantoni in Okay Parigi!
- Nino Marchetti in Letti separati
- Carlo Romano in Sabrina